# Lane och Stångenäs häraders valkrets
Lane och Stångenäs häraders valkrets var en egen valkrets med ett mandat vid riksdagsvalen till andra kammaren 1866–1908. 1905–1911 var det officiella namnet på valkretsen Lane och Stångenäs samt Lysekils valkrets.
Valkretsen, som omfattade Lane och Stångenäs härader samt Lysekil (som blev stad 1903), avskaffades vid införandet av proportionellt valsystem i valet 1911 och uppgick då i Göteborgs och Bohus läns norra valkrets.

## Riksdagsmän
- Axel Rosenquist (1867–1869)
- Carl Fredrik Appeltofft (1870–1872)
- Benjamin Linné (1873–1875)
- Anders Hylander (1876–1878)
- Axel Rosenquist, c (1879–1881)
- Janne Marcuson (1882–1884)
- Gustaf Mellin, lmp 1885–1887, nya lmp 1888–1889 (1885–1889)
- Johan Alrik Johansson, nya lmp 1890–1894, lmp 1895–1896 (1890–1896)
- Johannes Laurell, lmp (1897–1899)
- Fredrik Landelius, vilde (1900–1902)
- Oscar Olsson, lmp (1903–1911)